# Privattheatertage
Die Privattheatertage sind ein deutsches Theaterfestival. Initiiert wurden sie 2012 von Axel Schneider, um nach Aussage Schneiders „die hohe Leistungskraft der Privattheaterszene in Deutschland“ unter Beweis zu stellen. Seither werden sie jedes Jahr im Juni in Hamburg veranstaltet. Die Veranstaltung bietet das Umfeld für den der Schauspielerin Monica Bleibtreu gewidmeten Monica-Bleibtreu-Preis. Er wird in drei Kategorien vergeben und in den Hamburger Kammerspielen verliehen. Die Veranstaltung wird mit 500.000 EUR aus Bundesmitteln unterstützt.
Von rund 280 privaten Häusern hat sich im Jahr 2013 rund ein Viertel mit einem eigenen Bühnenstück um die Teilnahme beworben. Es sind auch mehrfache Bewerbungen möglich. Eine Jury reist durch Deutschland, um alle beworbenen Produktionen zu begutachten. Sie wählt die besten 12 Produktionen aus, die Vertreter der Produktionen werden nach Hamburg eingeladen. Auf einer Gala zum Abschluss der Privattheatertage werden die Gewinner der einzelnen Kategorien mit dem Monica-Bleibtreu-Preis ausgezeichnet.

## Bisherige Gewinner

Monica-Bleibtreu-Preise.

|      | Moderne Klassiker                                                     | Komödie                                                                                 | Zeitgenössisches Drama                                               | Publikumspreis                                                     |
| ---- | --------------------------------------------------------------------- | --------------------------------------------------------------------------------------- | -------------------------------------------------------------------- | ------------------------------------------------------------------ |
| 2012 | Ein Sommernachtstraum bremer shakespeare company                      | Freaks. Eine Abrechnung Düsseldorfer Kom(m)ödchen                                       | Pauschalreise 1. Generation Ballhaus Naunynstraße Berlin             | Frau Müller muss weg Grips-Theater Berlin                          |
| 2013 | Richard III bremer shakespeare company                                | Eine Sommernacht Theater am Kurfürstendamm Berlin/ Komödie Winterhuder Fährhaus Hamburg | Die Saison der Krabben Ballhaus Naunynstraße Berlin                  | Der Vorname Junges Theater Göttingen                               |
| 2014 | Unter dem Milchwald Metropoltheater München                           | Achtung Deutsch! Contra-Kreis-Theater Bonn                                              | Homo Faber Theater Lindenhof Melchingen                              | Don Quijote Theater des Lachens Frankfurt (Oder)                   |
| 2015 | Maria Magdalena Studio Theater Stuttgart                              | Heydi! Familie Flöz Berlin                                                              | Ich werde nicht hassen Theaterhaus Stuttgart                         | Anton Tschechov: Einakter Mensch, Puppe! Das Bremer Figurentheater |
| 2016 | Das Wintermärchen Forum Theater Stuttgart                             | Was ihr wollt! Wolfgang Borchert Theater Münster                                        | Auch Deutsche unter den Opfern Zimmertheater Tübingen                | Supergute Tage Junges Theater Bonn                                 |
| 2017 | Michael Kohlhaas Euro Theater Central Bonn                            | Das Abschiedsdinner Metropoltheater München                                             | King Charles III bremer shakespeare company                          | Die Grönholm-Methode Theater „Die Färbe“ Singen                    |
| 2018 | Buten vör de Döör (Draußen vor der Tür) Ohnsorg-Theater Hamburg       | Hungaricum Studio Theater Stuttgart                                                     | 7 Minuten Theaterhaus Stuttgart                                      | Enigma Theater an der Angel Magdeburg                              |
| 2019 | Der Untergang des Hauses Usher Bühne Cipolla, Bremen                  | Ach, diese Lücke, diese entsetzliche Lücke Metropoltheater München                      | Die Frau, die gegen Türen rannte Prinz Regent Theater, Bochum        | Chaim & Adolf Theater Lindenhof Melchingen                         |
| 2020 | ausgefallen wegen der COVID-19-Pandemie                               | ausgefallen wegen der COVID-19-Pandemie                                                 | ausgefallen wegen der COVID-19-Pandemie                              | ausgefallen wegen der COVID-19-Pandemie                            |
| 2021 | Eine blassblaue Frauenschrift Kleines Theater am Südwestkorso, Berlin | Extrawurst Ohnsorg-Theater Hamburg                                                      | Wir kommen Zentraltheater, München                                   | Ein Waldspaziergang Forum Theater Stuttgart                        |
| 2022 | Der Sandmann Wolfgang Borchert Theater Münster                        | Altes Land Theaterei Herrlingen                                                         | Der Kontrabass Hofspielhaus München                                  | Kitzeleien – Der Tanz der Wut Kulturbühne Spagat München           |
| 2023 | Der seltsame Fall der Prudencia Hart bremer shakespeare company       | Woyzeck Theater Lindenhof Melchingen                                                    | Boy In A White Room überzwerg – Theater Am Kästnerplatz, Saarbrücken | Die Goldfische Comödie Dresden                                     |